# James Cullen
James Cullen (Drogheda, 18 de abril de 1867 – 7 de diciembre de 1933) fue un jesuita, matemático y profesor irlandés.
Estudió, por breve tiempo, matemáticas en el Trinity College de Dublín, para luego orientarse al estudio de la teología. Fue ordenado sacerdote jesuita el 1 de julio de 1901. 
En 1905, fue profesor de matemáticas en el College de Mount St. Mary en Derbyshire y, el mismo año, publicó el resultado de sus estudios sobre la teoría de números. Definió los números naturales de Cullen los cuales toman la forma Cn = n × 2n + 1 .